# 5-та парашутна дивізія (Третій Рейх)
5-та парашу́тна диві́зія (нім. 5. Fallschirmjäger-Division) — повітряно-десантна дивізія, елітне з'єднання в складі повітряно-десантних військ Німеччини часів Другої світової війни.

## Історія
Дивізія була сформована в березні 1944 у районі Реймса (Франція), відповідно до наказу від 5 листопада 1943. Основою для формування дивізії слугували батальйони 3-го (нім. III./FJR.3) та 4-го (нім. III./FJR.4) парашутних полків 1-ї парашутної дивізії, а також значна кількість призовників.
У травні 1944 дивізія передислокована до Ренн, де увійшла до складу резерву армії. З початком вторгнення союзних військ до Нормандії лише 15-й парашутний полк брав участь в бойових діях на першому етапі битви. Решта частин дивізії брали участь згодом в районах Сен-Ло, Авранш, Мортен. Дивізія зазнала критичних втрат під час висадки союзників у Західній Франції, вела бої до серпня 1944 та пізніше була відведена до Голландії на доукомплектування.
У грудні 1944 — брала участь в наступі в Арденнах.
Взимку вела бої на території Німеччини, в ході просування союзних військ на захід частина дивізії здалася в полон в районі Нюрбург, Рейнланд-Пфальц, решта в «Рурському котлі» (район Гарц) у квітні 1945.

## Райони бойових дій
- Франція (березень 1944 — серпень 1944);
- Нідерланди (серпень — грудень 1944);
- Ардени (грудень 1944 — січень 1945);
- Німеччина (січень — квітень 1945).

## Склад дивізії
- 13-й парашутний полк (нім. Fallschirm-Jäger-Regiment 13)
- 14-й парашутний полк (нім. Fallschirm-Jäger-Regiment 14)
- 15-й парашутний полк (нім. Fallschirm-Jäger-Regiment 15)
- 5-й артилерійський полк (нім. Fallschirm-Artillerie-Regiment 5)
- 5-й протитанковий батальйон (нім. Fallschirm-Panzer-Jäger-Abteilung 5)
- 5-й мінометний дивізіон (нім. Fallschirm-Granatwerfer-Bataillon 5)
- 5-й зенітний батальйон (нім. Fallschirm-Flak-Abteilung 5)
- 5-й інженерний батальйон (нім. Fallschirm-Pionier-Bataillon 5)
- 5-й батальйон зв'язку (нім. Fallschirm-Luftnachrichten-Abteilung 5)
- 5-й запасний батальйон (нім. Fallschirm-Feldersatz-Bataillon 5)
- 5-й санітарний батальйон (нім. Fallschirm-Sanitäts-Abteilung 5)

## Командири дивізії
- генерал-лейтенант Густав Вільке (нім. Gustav Wilke) (1 квітня — 15 жовтня 1944);
- генерал-майор Людвіг Гайльман (нім. Sebastian Ludwig Heilmann) (15 жовтня 1944 — 21 березня 1945);
- оберст Курт Грошке (нім. Kurt Gröschke) (21 березня — квітень 1945).